# Екран (творче об'єднання)
Творче об'єднання «Екран» — підвідомче підприємство Держтелерадіо СРСР, що займалося виробництвом телефільмів в 1967—1990 рр. і здійснювала функції представництва Держтелерадіо СРСР при замовленні їх виробництва в 1970—1990 рр. У 1992—1996 рр. аналогічну назву носило державне підприємство засноване РДТРК «Останкіно».

## Історія

### Творче об'єднання «Екран» Держтелерадіо СРСР (1967—1988)
Створено 17 червня 1967 року (до цього виробництво і замовлення телефільмів для Держтелерадіо СРСР здійснювало саме Держтелерадіо СРСР в особі Відділу виробництва фільмів ЦТ, створеного 24 лютого 1964 року 00:00:00.000). З 1970 року об'єднання стало здійснювати виробництво мультиплікаційних телефільмів і здійснювати функції представництва Держтелерадіо СРСР при оформлення замовлень виробництва телефільмів кіностудіями і одним з їх виробників: в середньому щорічно з 117 художніх телефільмів 15 проводилися самим об'єднанням і 102 кіностудіями на його замовлення, 40 % вироблялися в країні фільмів знімалися на замовлення об'єднання: наприклад, на кіностудії «Грузія-фільм» І Інші … 6 з 14 знімаються щорічно повнометражних художніх фільмів були замовленнями об'єднання).
При цьому частина телекінематографічної діяльності продовжувало здійснювати саме Держтелерадіо СРСР: дубляж іноземних телефільмів воно здійснювало в особі Головної редакції кінопрограм Центрального телебачення, а замовлення телефільмів у місцевих телестудій — в особі Відділу телефільмів Головного управління місцевого радіомовлення і телебачення.

### ТПО «Союзтелефільм» (1988—2006)
15 жовтня 1988 року творче об'єднання «Екран» було перетворено в творчо-виробниче об'єднання «Союзтелефільм» (ТПО «Союзтелефільм»), якому перейшли частина функцій тематичних головних редакцій (включаючи закупівлю і дублювання іншомовних телефільмів і телесеріалів, замовлення виробництва телефільмів місцевими телеорганізаціями), стало основним замовником і одним з виробників телефільмів для Держтелерадіо СРСР.
Навесні 1992 замовлення і виробництво телефільмів об'єднанням практично повністю припинилося, а основною діяльністю стало надання вже знятих фільмів різних телеорганізаціям. 7 травня 1992 року воно було передано у відання РДТРК «Останкіно» 7 вересня 1993 року виведено з-під його підпорядкування, 15 травня 1997 року одержала статус державного унітарного підприємства, з 1998 року — дочірнє підприємство ВДТРК, в 2006 році ліквідовано (на базі його було створено однойменна філія в структурі ВДТРК 28 липня 2008 року ВДТРК відмовилася від прав на фільми ТО «Екран» / ТПО «Союзтелефільм» на користь Держтелерадіофонда, а 10 вересня 2008 року філія була ліквідована).

### Творче об'єднання «Екран» РДТРК «Останкіно» (1992—1996)
13 березня 1992 року РДТРК «Останкіно» (створена на базі Держтелерадіо СРСР) заснувала дочірню організацію «Творче об'єднання „Екран“», якій було знято кілька телефільмів, а також теленовела «Петербурзькі таємниці». Закупівлю і дублювання іноземних телефільмів і телесеріалів, закупівлю вітчизняних та іноземних кінофільмів для телерадіокомпанії здійснювала інша її дочірня організація — Студія кінопрограм РДТРК «Останкіно», закупівлю і дублювання іноземних дитячих і юнацьких телефільмів і телесеріалів, закупівлю дитячих і юнацьких фільмів — Студія дитячих і юнацьких програм РДТРК «Останкіно».
Однак через деякий час після ліквідації РДТРК «Останкіно» 12 жовтня 1995 року діяльність творчого об'єднання завмерла, а права на його фільми (як і інші фільми і передачі інших дочірніх організацій телерадіокомпанії) 17 липня 1997 року перейшли до Держтелерадіофондом.

## Керівники

### Директори ТО «Екран»
- Марлен Хуцієв (1968—1970)
- Борис Хессін (1970—1987)[1]

### Директори ТПО «Союзтелефільм»
- Григорій Тараненко (1988—1997)

### Директори ТО «Екран» РДТРК «Останкіно»
- Борис Хессін (1992—1996)

### Художні керівники ТО «Екран» РДТРК «Останкіно»
- Галина Щергова[2]

### Директори ФГУП «Союзтелефільм»
- Григорій Тараненко (1997—2006)

### Директори філії ФГУП «ВГТРК» «Союзтелефільм»
- Григорій Тараненко[3] (2006—2008)

## Відомі художні телефільми
- 1972 — Переклад з англійської — лауреат Всесоюзного фестивалю телевізійних фільмів
- 1972 — Стоянка поїзда — дві хвилини
- 1973 — Нові пригоди Доні і Міккі
- 1974 — Лев Гурич Сінічкін
- 1974 — Люди і манекени
- 1974 — Совість
- 1975 — Варіант «Омега»
- 1975 — Здрастуйте, я ваша тітка!
- 1975 — Здобудеш у бою
- 1976 — 12 стільців
- 1976 — Дні хірурга Мишкина
- 1977 — Борг
- 1977 — І це все про нього
- 1977 — Ніс
- 1978 — Дуенья
- 1978 — Красень-чоловік
- 1979 — Сніданок на траві
- 1979 — Жив-був настроювач
- 1980 — Адам одружується на Єві
- 1980 — Канікули Кроша
- 1980 — Приватна особа
- 1981 — Ми, що нижче підписалися
- 1981 — Небезпечний вік
- 1981 — Синдикат-2
- 1982 — Будинок, який побудував Свіфт
- 1982 — Професія — слідчий
- 1983 — Якщо вірити Лопотухіну...
- 1984 — Невідомий солдат
- 1985 — Повернення Будулая
- 1986 — Весела хроніка небезпечної подорожі
- 1986 — Мій ніжно улюблений детектив
- 1986 — Я тебе ненавиджу
- 1988 — Неділя, пів на сьому
- 1988 — Острів іржавого генерала
- 1989 — Під куполом цирку

## Відомі мультиплікаційні телефільми
- «По щучому велінню» (1970)
- «Солом'яний бичок» (1971)
- Цикл мультфільмів «Пригоди Незнайка та його друзів» (1971—1973)
- Цикл мультфільмів «Пригоди Мюнхаузена» (1972—1974, 1995)
- «Жук — крива гірка» (1973)
- Цикл мультфільмів «Чарівник Смарагдового міста» (1974)
- «Автомобіль з хвостиком» (1974)
- «Крихітка Єнот» (1974)
- «Ранкова музика» (1974)
- «Дядько Федір, пес і кіт» (1975)
- «Ось який розсіяний» (1975)
- «Вовк і семеро козенят на новий лад» (1975)
- «Мук-скороход» (1975)
- Багатосерійний мультфільм «У країні пасток» (1975)
- Цикл мультфільмів «Незнайка в Сонячному місті» (1976—1977)
- «Пригоди капітана Врунгеля» (1976–1979)
- «Восьминіжки» (1976)
- Багатосерійний мультфільм «Клаптик і Хмара» (1977)
- «Свято неслухняності» (1977)
- «Тобі — атакуючий клас!» (1977)
- Мультфільми про кота Леопольда (1975—1986): «Помста кота Леопольда» (1981), «Леопольд і золота рибка» (1975), «Скарб кота Леопольда» (1981), «Телевізор кота Леопольда» (1981), «Прогулянка кота Леопольда» (1982), «День народження Леопольда» (1982), «Літо кота Леопольда» (1983), «Інтерв'ю з котом Леопольдом» (1984), «Кот Леопольд уві сні і наяву» (1984), «Поліклініка кота Леопольда» (1986)
- Мультфільми про Мумі-тролів (1978): Мумі-троль і інші, Мумі-троль і комета, Мумі-троль і комета: Шлях додому
- Мультфільми про Дядечка Ау (1979): «Дядечко Ау», «Помилка Дядечка Ау» і «Дядечко Ау в місті»
- «Великий секрет для маленької компанії» (1979)
- «Вовка-тренер» (1979)
- «Дівчинка і дельфін» (1979)
- «Будинок для леопарда» (1979)
- «Дуже синя борода» (1979)
- «Кнопочки і чоловічки» (1980)
- «Піф-паф, ой-ой-ой!» (1980)
- «Солом'яний жайворонок» (1980)
- «Топчумба» (1980)
- «Трус» (1980)
- Цикл мультфільмів за мотивами казки Сергія Михалкова: «Жадібний багач» (1980), «Як старий корову продавав» (1980)
- Телевипусків мультфільму «Ну, постривай!» (1981)
- Мультфільми про Їжачка і Ведмедика: Трям! Здраствуйте! (1980), Зимова казка (1981), Осінні кораблі (1982), Дивовижна бочка (1983)
- Цикл з 10 мультфільмів «Чудовий Гоша» (1981—1985)
- «Мама для мамонтеняти» (1981)
- «Пластилінова ворона» (1981)
- «Раз ковбой, два ковбой» (1981)
- Мультфільми про маленького чортеня: «Шиворот-навиворіт» (1981), «чортеня № 13» (1982)
- «Кицин дім» (1982, реж. М. Новогрудська)
- «Новорічна пісенька Діда Мороза» (1982)
- «Старухо, двері закрий!» (1982)
- «Приборкання велосипеда» (1982)
- Цикл з 4 мультфільмів «Бюро знахідок» (1982—1984)
- Цикл з 2 мультфільмів «Космічні прибульці» (1981—1983)
- «Падав торішній сніг» (1983)
- «Дурниця» (1983)
- Цикл з 2 мультфільмів «Слідство ведуть Колобки» (1983)
- Цикл з 4 мультфільмів «Синичкин календар» (1983—1984)
- «Лікар Айболить» (1984—1985)
- Мультфільми про Дівчинці і Драконові (1983—1987): «Дівчинка + дракон» (1983), «Малинове варення» (1983),  «Забутий день народження» (1984), «Крококот» (1985), «Снігопад з холодильника» (1986), «Урок музики» (1986), «Вреднюга» (1986)
- Мультфільми про тушканчиків (1983—1986): «Ракушка» (1983), «Крем-Брюле» (1984), «Корабель пустелі» (1986)
- «Зустрічайте бабусю» (1984)
- «Зворотний бік Місяця» (1984)
- "Підземний перехід (1984)
- «Хочу місяць» (1984)
- «Це зовсім не про це» (1984)
- Мультфільми про домовичка Кузі (1984—1987): Будинок для Кузьки (1984), Пригоди домовичка (1985), Казка для Наташі (1986), Повернення домовичка (1987)
- Мультфільми про тигреня (1984—1985): «По дорозі з хмарами» (1984), «Подарунок для слона» (1984) і «Скарб» (1985)
- Цикл мультфільмів «КОАПП» (1984—1990)
- Мультфільм-альманах «Кубик» (1985)
- «Пісня про кажанів» (1985)
- «Чортеня з пухнастим хвостом» (1985)
- Мультфільми про Професора Чайникова: Поради професора Чайникова (1985), Як пересунути шафу (1985), Як важливо берегти тепло і цикл з 3 мультфільмів «Корисні поради професора Чайникова»(1985)
- «ДоРеМі» (1986)
- «Крила, ноги і хвости» (1986)
- «Маленькі чудеса» (1986)
- «Нехочуха» (1986)
- «Новосілля у братика Кролика» (1986)
- Цикл з 4 мультфільмів «Слідство ведуть Колобки» (1986—1987)
- Мультфільми про поросяті Фунтику (1986—1988): «Невловимий Фунтик» (1986), «Фунтик і сищики» (1986), " Фунтик і бабуся з вусами «(1987) і» Фунтик в цирку "(1988)
- Цикл з 2 мультфільмів «Острів скарбів»
- «У зоопарку — ремонт!» (1987)
- «Будинкові, або Сон у зимову ніч» (1987)
- «Таємниця іграшок» (1987)
- Цикл з 2 мультфільмів «Якби я був моїм татом» (1987—1988)
- «Великий Ух» (1989)
- «Сестрички-звички» (1989)
- Мультфільми про Маленького лисеняти: «Казка про старому відлуння» (1989), «Суничний дощик» (1990), «Метелик» (1991), «Туман з Лондона» (1992), «Ей, на тому березі!» (1992), «Ялинове яблуко» (1993), «Місячна доріжка» (1994), «Літній сніговик» (1994)
- Мультфільми про геонім: «Вампіри геонім» (1991) і «Господарі геонім» (1992)
- Мультфільми про вертеп: «Солодка ріпа» (1990), Микола Угодник і мисливці (1991), «Гостя» (1991), Бабина робота (1992), Простий мужик (1992), Два шахрая (1993), Рідня (1993)
- Цикл з 2 мультфільмів-альманахів «Розумна собачка Соня» (1991, 1993)
- Мультфільми про Капітана Проніна (1992—1994): «Капітан Пронін — онук майора Проніна», «Капітан Пронін 2: в Америці (мультбойовик)», «Капітан Пронін 3: в космосі (мульттріллер)», «Капітан Пронін 4: в опері (мультдетектів)».
- «Потец» (1992)